# Fuente el Olmo de Íscar
Fuente el Olmo de Íscar est une commune de la province de Ségovie dans la communauté autonome de Castille-et-León en Espagne.